# Thomas Balogh
Pour les articles homonymes, voir Balogh.
Thomas Balogh, né Tamás Balogh le 2 novembre 1905 à Budapest, et mort le 20 janvier 1985 à Londres, baron Balogh, est un économiste hongrois et homme politique britannique.

## Biographie
Membre de la Chambre des lords, il a été Ministre d'État à l'Énergie au sein du gouvernement britannique mené de 1974 à 1976 par Harold Wilson, Président du Conseil d'Administration de la British National Oil Corporation de 1976 à 1978, lecteur en économie dans plusieurs universités, et conseiller économique auprès des gouvernements indien, maltais et jamaîcain.
En 1968, il est créé pair à vie dans la pairie du Royaume-Uni en tant que baron Balogh, ce qui lui permet de siéger à la Chambre des lords.